# Casato dei Dunkeld
Il Casato dei Dunkeld fu la casa reale della Scozia dal 1034 al 1040 e dal 1058 al 1290. 
Secondo le leggende sarebbe una continuazione del Cenél nGabráin, "razza di Fergus"; "casato" è un concetto originariamente celtico e si usava per esprimere uno dei due clan in competizione per il titolo di capo della Scozia medioevale, e il padre fondatore sarebbe appunto re Fergus Mor di Dalriada. Questo clan reale era in disputa per la corona di Dalriada contro Cenél Loairn, del Casato dei Moray. Il Cenél nGabráin era rappresentato dal cosiddetto Casato degli Alpin prima dei Dunkeld. 
Genealogicamente la dinastia si origina con Duncan I di Scozia, discendente dal clan precedente in linea femminile: suo padre Crinán di Dunkeld aveva infatti sposato la principessa Bethoc di Scozia, figlia maggiore di Malcolm II di Scozia, ultimo esponente del casato degli Alpin. Tuttavia il più importante punto di partenza dei Dunkeld è considerato il regno del figlio di Duncan, Malcolm III di Scozia, che sembra coincidere con l'inizio del lungo periodo di forte influenza sulla Scozia da parte del vicino Regno d'Inghilterra.

## Re del Casato dei Dunkeld
- Duncan I, 1034-1040
- Malcolm III, 1058-1093
- Donald III, 1093-1094 e 1094-1097
- Duncan II, 1094
- Edgar, 1097-1107
- Alessandro I, 1107-1124
- Davide I, 1124-1153
- Malcolm IV, 1153-1165
- Guglielmo I, 1165-1214
- Alessandro II, 1214-1249
- Alessandro III, 1249-1286
- Margherita, 1286-1290